# Kurt Nebelung
Kurt Nebelung (* 19. März 1889 in Leipzig; † 26. April 1947 im Speziallager Nr. 2 Buchenwald) war ein deutscher Bankfachmann. Er war von 1933 bis 1945 Präsident der Sächsischen Staatsbank.

## Leben und Wirken
Nach dem Besuch der 2. Realschule in Leipzig machte Nebelung eine Banklehre bei der Sächsischen Bankgesellschaft Quellmalz & Co. in seiner Heimatstadt. Danach trat er in die Darmstädter und Nationalbank ein, in der er (nach seiner Teilnahme am Ersten Weltkrieg von 1915 bis 1918) im Jahr 1919 Prokurist der Filiale in Dresden sowie zwei Jahre später deren Direktor wurde. Später wechselte Nebelung zur Sächsischen Staatsbank. Als im Zuge der nationalsozialistischen „Machtergreifung“ die Führung dieser Staatsbank in die Schusslinie des sächsischen NSDAP-Gauleiters und Reichsstatthalters Martin Mutschmann geriet, der den bisherigen Staatsbankpräsidenten Carl Degenhardt am 27. Mai 1933 wegen angeblich verantwortungsloser Kreditvergabe in Schutzhaft nehmen ließ, schlug die Stunde für Kurt Nebelung. Nachdem auch andere sächsische Staatsbankbeamte und Bankiers verhaftet wurden und Degenhardt eine erzwungene Erklärung über den Verzicht auf seine Stellung als Präsident der Staatsbank unterzeichnen musste, wurde Nebelung zum Präsidenten der Sächsischen Staatsbank ernannt.
Bereits 1932 war Kurt Nebelung in den Aufsichtsrat der Dresdner Malzfabrik berufen worden. Als Präsident der Staatsbank wurde er 1937 an der Seite von Georg Lenk stellvertretender Vorsitzender der Auto Union AG in Chemnitz. Daneben war er in zahlreichen weiteren Banken und Industrieunternehmen in Sachsen und Thüringen im Vorstand oder im Aufsichtsrat, dazu zählen u. a. die Sächsische Bank in Dresden, die Deutsche Kühl- und Kraftmaschinen-Gesellschaft in Scharfenstein im Erzgebirge, die Erla Maschinenwerk GmbH in Leipzig, die Höntsch-Werke AG für Holz-, Eisen- und Glasbau in Niedersedlitz, die Mitteldeutsche Motorenwerke GmbH in Leipzig, die Sachsenwerk, Licht- und Kraft-AG in Niedersedlitz, die Spinnerei und Weberei AG in Ebersbach in Sachsen, die Eltgas GmbH zur Förderung des Elektrizitäts- und Gasabsatzes in Dresden, die Gesellschaft für Junkers Dieselkraftmaschinen mbH in Chemnitz, die Fa. Küttner AG Kunstseidenwerke AG und die F. A. Lange Metallwerke AG in Aue, die Maschinenfabrik Hiltmann & Lorenz in Aue, die Heinrich Thiele AG in Dresden und die Vogtländische Maschinenfabrik AG in Plauen.
Im Juni 1934 legte er ein Bekenntnis zum „Führer“ verbunden mit der Weihe einer Adolf-Hitler-Büste in der Staatsbank ab.